# Berthold V. (Zähringen)

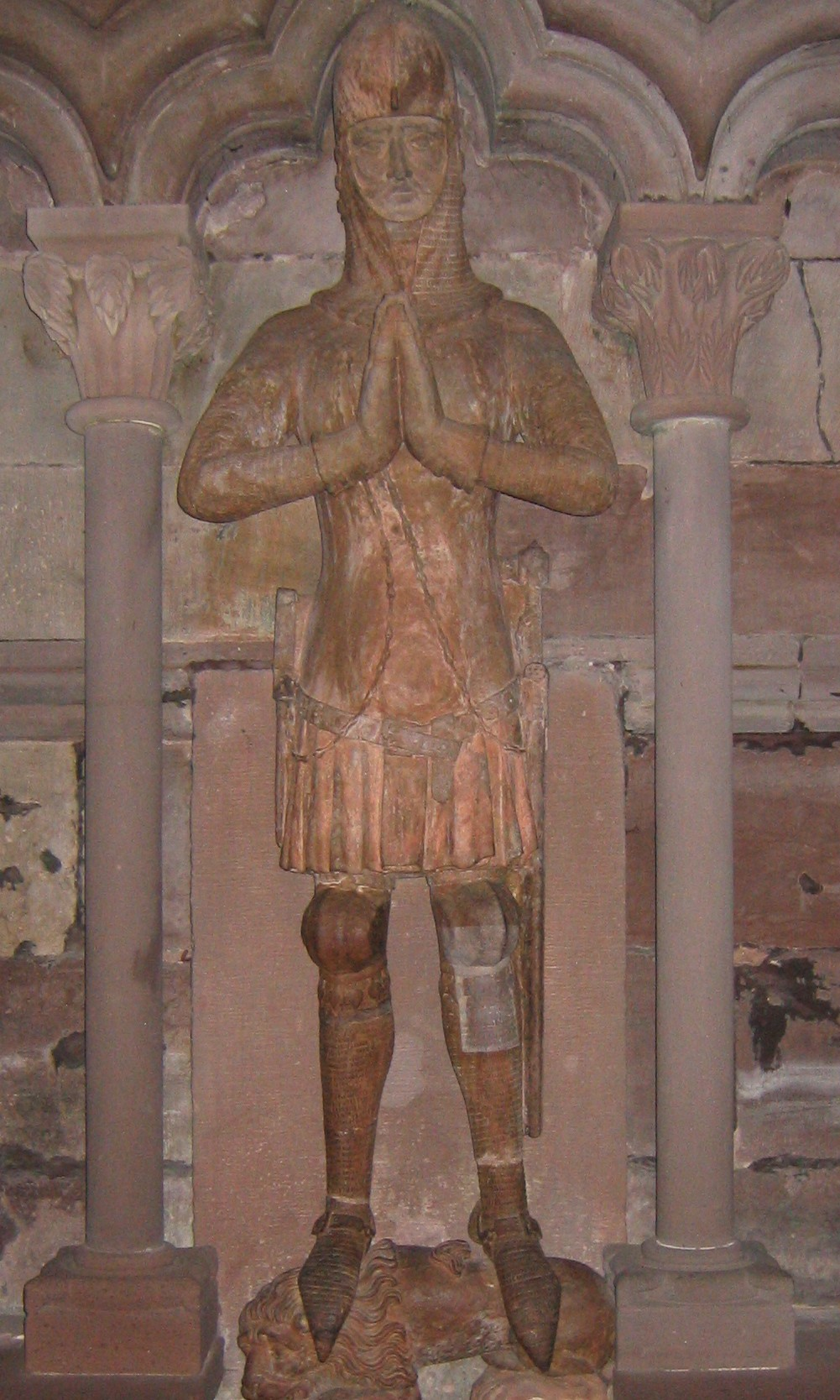
Epitaph Bertholds V. im Freiburger Münster

Herzog Berthold V. von Zähringen, auch Berchthold, (* um 1160; † 18. Februar 1218 in Freiburg im Breisgau) war der letzte Herzog aus der ursprünglichen Linie der Zähringer.

## Geschichte

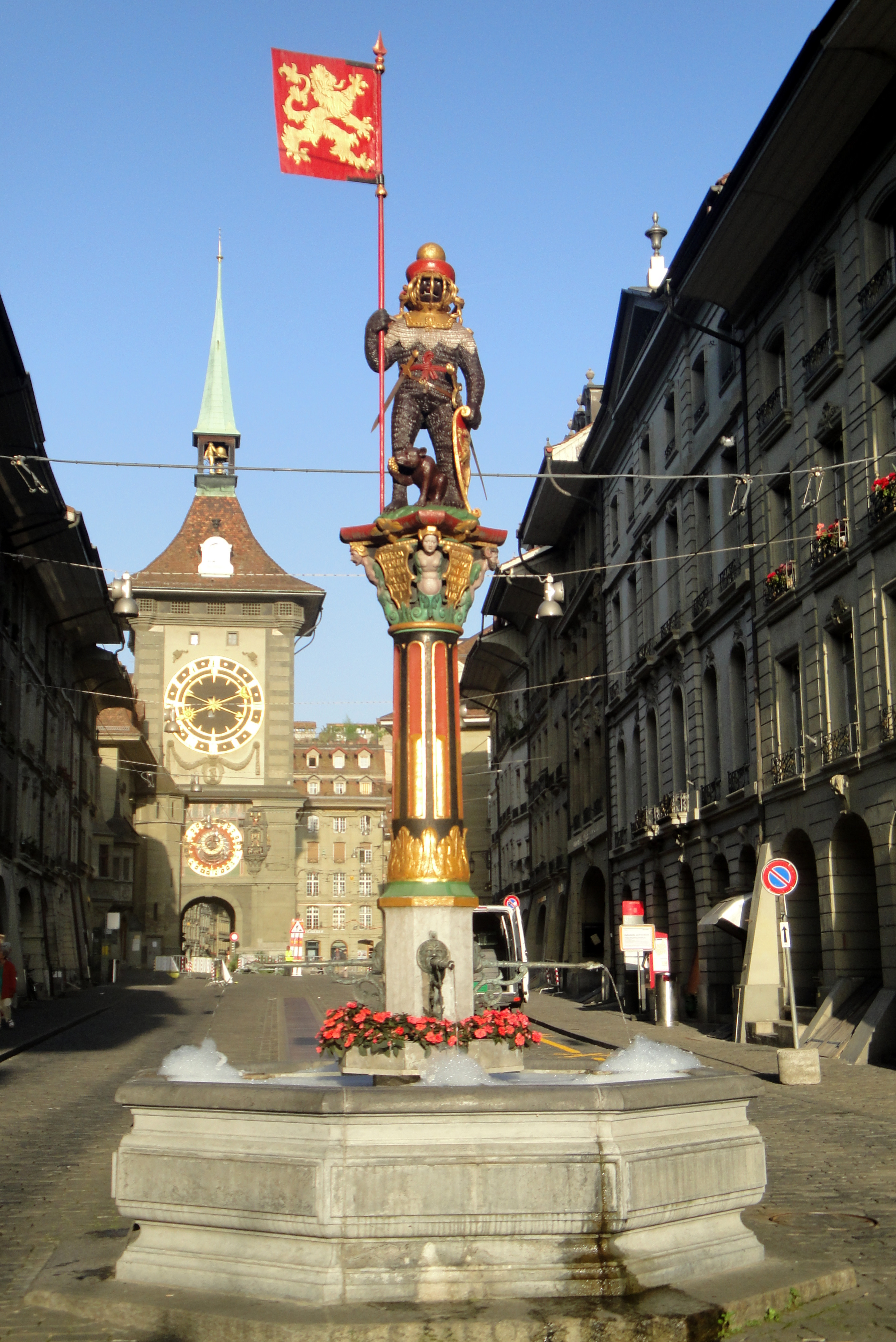
Berthold V. auf dem Zähringerbrunnen in Bern (von 1535)

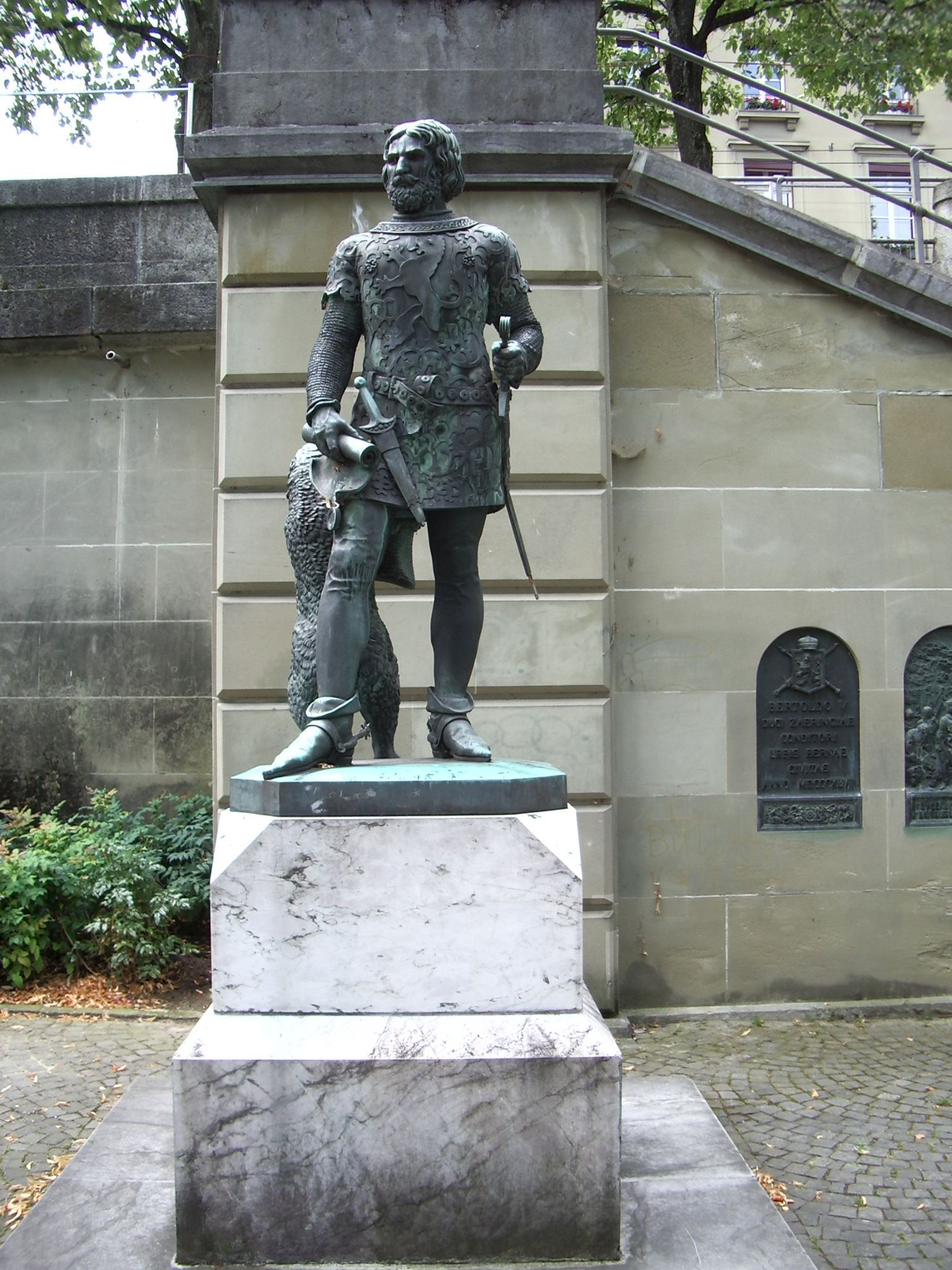
Berthold V. in der Darstellung des Berner Zähringerdenkmals

Berthold V. folgte seinem Vater Berthold IV. 1186 nach. Er besiegte zu Beginn seiner Herrschaft den burgundischen Adel und betrieb Siedlungspolitik im heutigen Berner Oberland und im Gebiet des Vierwaldstättersees. So erweiterte er Thun und gründete 1191 die Stadt Bern, die er zum Mittelpunkt seiner Herrschaft ausbaute. In der Schlacht bei Ulrichen 1211 scheiterte sein Zugriff auf das Wallis.
1198 wurde er bei der Königswahl in Köln von einer Minderheit als Nachfolger von Heinrich VI. gewählt, verzichtete aber gegen Zugeständnisse zugunsten von Philipp von Schwaben. Diese Zugeständnisse konsolidierten den Besitz der Zähringer in der Ortenau, dem Breisgau und der heutigen Schweiz durch Erwerb von Rechten über das Kloster Allerheiligen, Schaffhausen und Breisach. 1200 begann Berthold V. den ersten Erweiterungsbau der Freiburger Stadtpfarrkirche; sie heißt wohl ab da (oder erst ab dem Beginn der zweiten Erweiterung 1250) Freiburger Münster. Dort wurde er auch begraben.
Sein vermeintliches Grabmal im Freiburger Münster befand sich jedoch auf einem Hochgrab eines Grafen von Freiburg und wurde ihm fälschlicherweise zugeschrieben. Es stammt aus der Münsterbauhütte des Johann Parler und wird auf 1350 datiert.
Nach dem Tod Bertholds V. wurden die Zähringer Besitzungen zwischen den Grafen von Kyburg und den Grafen von Urach aufgeteilt, die Stadt Bern wurde freie Reichsstadt.
An Berthold erinnern in Bern der Zähringerbrunnen von 1535, das Zähringerdenkmal von 1601 im Berner Münster sowie das Zähringerdenkmal von 1847 auf der Nydegg.

## Ehe, Nachkommen, Erbinnen
Berthold heiratete Clementia von Auxonne, eine Tochter von Stephan III. von Auxonne. Klar nachgewiesen sind keine Nachkommen. Es gibt jedoch diverse Nachrichten über ermordete Söhne. „Die Allodialerbinnen waren Berthold's V. Schwestern Agnes und Anna; die erstere vertrat ihr Sohn Egno V. von Urach […], Anna ihr Gemahl Ulrich von Kyburg.“
Nach dem Nekrolog des Klosters Tennenbach starb Agnes von Zähringen – mit dem Grafen von Urach Eugino IV. verheiratet – an einem 1. Mai. Danach soll sie nicht die Tochter Bertholds IV., sondern Bertolds V. gewesen sein: “filia Bertoldi V. et ultimi ducis Brisgoiae soror, Egonis de Urach et Furstenberg coniunx, mater Bertoldi abbatis.” Jüngste Forschungen haben diese Aufzeichnung als falsch bestätigt.